# Amphimallon vivesi
Amphimallon vivesi är en skalbaggsart som beskrevs av Baraud 1967. Amphimallon vivesi ingår i släktet Amphimallon och familjen Melolonthidae. Inga underarter finns listade i Catalogue of Life.